# Adrian Parker
Adrian Parker, född den 2 mars 1951 i Croydon, Storbritannien, är en brittisk idrottare inom modern femkamp.
Han tog OS-guld i lagtävlingen i samband med de olympiska tävlingarna i modern femkamp 1976 i Montréal.